# マイ・デスティニー
『マイ・デスティニー』（原題: My Destiny）は、フィリピンのテレビドラマ。GMAネットワークで2014年6月30日から10月17日まで放送された。

## 登場人物
グレース・デラ・ロサ・アンドラダ
演：カルラ・アベリジャナ
ルーカス・マシュー・アンドラダ
演：トム・ロドリゲス
ジョイ・デラ・ロサ
演：リアン・ラモス